# Civet
Civet je punkrocková skupina z Long Beach v Kalifornii. Sami sebe popisují jako femme fatal punk-rock skupinu, která chce zaujmout svým neobvyklým zpěvem a složením. Pod Hellcat Record vydali své první album s názvem Hell Hath No Fury.
V interview zpěvačka Liza Gravesová řekla, že jméno civet nemá nic společného s anglickým označením zvířete cibetky, ale že se tak pojmenovaly poté, co zjistily, že v některých slovanských jazycích slovo znamená „květ“.
Jejich hudba je inspirována skupinami The Distillers, The Runaways a Motörhead, vše se veze na směsici rock'n'rollu. Civet sami berou The Runaways jako své největší vzory.